# California Man
California Man (engelska: Encino Man) är en amerikansk långfilm från 1992 i regi av Les Mayfield, med Sean Astin, Brendan Fraser, Pauly Shore och Megan Ward i rollerna.

## Handling
Dave gräver en egen swimmingpool hemma och hittar en grottmänniska infrusen i ett isblock. Han går till sin bästa vän ber om hjälp att tina upp grottmänniska och kallar honom Link. De klär upp honom på dagens sätt och han blir gästelev i deras skola.

## Rollista
| Sean Astin      | – Dave          |
| Brendan Fraser  | – Link          |
| Pauly Shore     | – Stoney Brown  |
| Megan Ward      | – Robyn Sweeney |
| Robin Tunney    | – Ella          |
| Michael DeLuise | – Matt Wilson   |